# Porfirio (nome)
Porfirio  è un nome proprio di persona italiano maschile.

## Varianti
- Maschili: Porfidio[4][5], Porfilio[4][5]
- Femminili: Porfiria[4][5]

### Varianti in altre lingue
- Catalano: Porfiri[7]
- Francese: Porphyre
- Greco antico: Πορφυριος (Porphyrios)[1][3][5][6]
- Inglese: Porphyry[6]
  - Femminili: Porphyry[6], Porphyra[6]
- Latino: Porphyrius[1][5][6]
- Polacco: Porfiriusz
- Portoghese: Porfírio
  - Femminili: Porfíria
- Spagnolo: Porfirio[3][6][7]
  - Femminili: Porfiria

## Origine e diffusione
Deriva dall'antico nome greco Πορφυριος (Porphyrios) che, tratto da πορφυρα (porphyra, "porpora"), significa letteralmente "purpureo", "rosso come la porpora" (πορφυρα è un termine di origine orientale, forse micrasiatica). Generalmente, in origine, il nome indicava una persona dai capelli rossi, analogamente a quanto avveniva con Pirro, Rufo, Rosso e Milziade.
Il nome greco venne latinizzato in Porphyrius, un personale usato quasi solo da Greci e orientali, portato dal filosofo e teologo neoplatonico Porfirio e da numerosi tra i primi santi. In epoca moderna, il nome è particolarmente diffuso in Spagna e in America Latina, mentre è molto raro in Italia (specialmente al Nord).

## Onomastico
L'onomastico si può festeggiare in memoria di vari santi, alle date seguenti:
- 10 febbraio, san Porfirio, soldato, martire altri compagni a Magnesia sotto Settimio Severo[1][8][9]
- 16 febbraio, san Porfirio, servitore di san Panfilo, martire a Cesarea in Palestina[1]
- 26 febbraio, san Porfirio, vescovo di Gaza[1][2][7][8][9]
- 4 aprile, san Porfirio, sacerdote ed evangelizzatore in Umbria, martire a Camerino sotto Decio[1][9]
- 20 agosto, san Porfirio, martire a Palestrina[9]
- 6 settembre, san Porfirio, martire nel I secolo con sant'Onesiforo nell'Ellesponto[1]
- 15 settembre, san Porfirio, commediante, martire sotto Giuliano l'Apostata[1]
- 4 novembre, san Porfirio, martire ad Efeso sotto Aureliano[1][9]
- 4 novembre, san Porfirio, martire in Africa[1]
- 24 novembre, san Porfirio, martire ad Alessandria d'Egitto[1]

## Persone

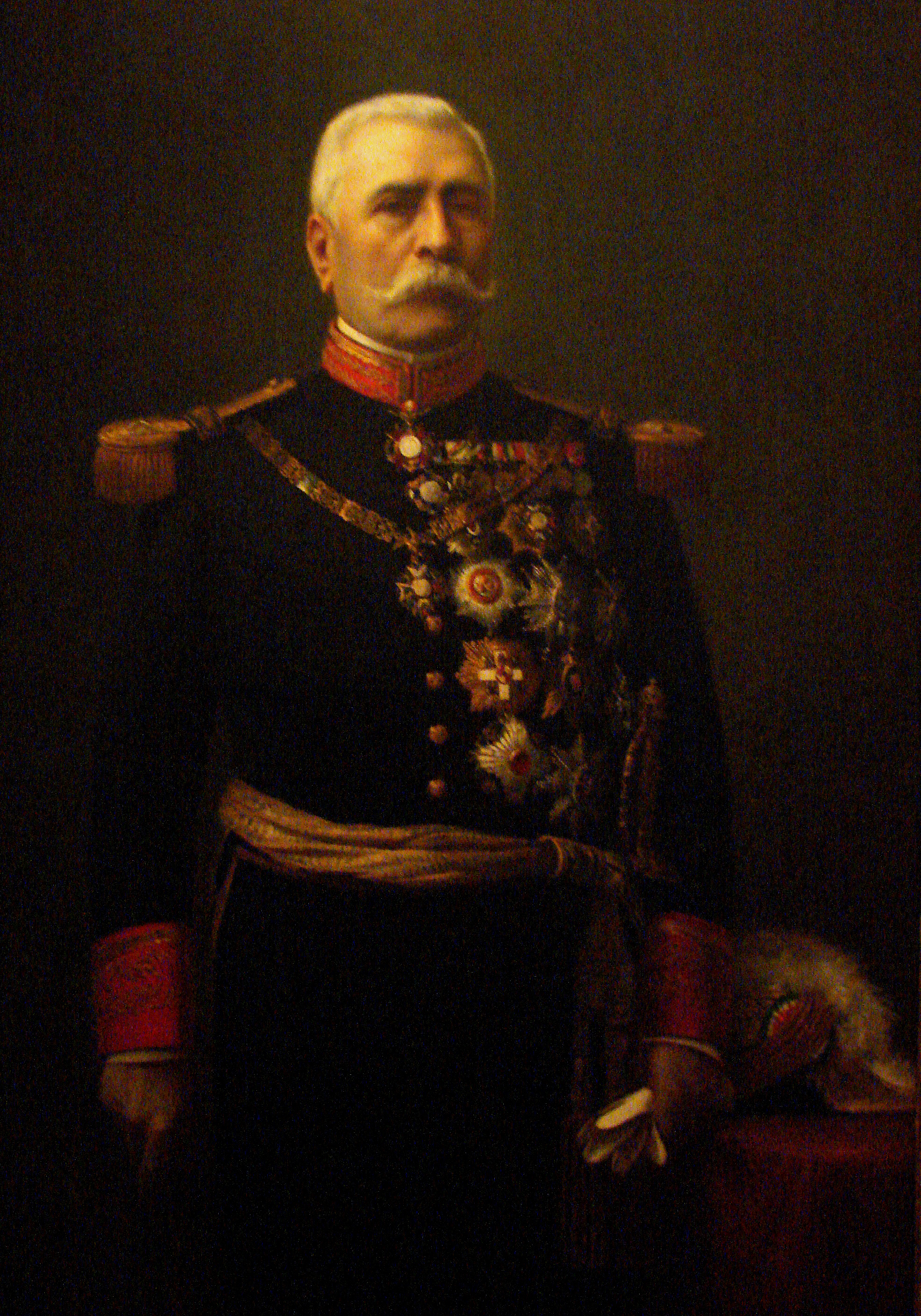
Porfirio Díaz

- Porfirio, filosofo, teologo e astrologo greco antico
- Porfirio, vescovo di Caserta
- Porfirio, vescovo di Gaza
- Porfirio Barba-Jacob, poeta e scrittore colombiano
- Porfirio Díaz, politico e generale messicano
- Porfirio Fisac, allenatore di pallacanestro spagnolo
- Porfirio Lobo Sosa, politico honduregno
- Porfirio López, calciatore costaricano
- Porfirio Rubirosa, diplomatico, pilota automobilistico e giocatore di polo dominicano

### Variante Porfírio
- Porfírio Pardal Monteiro, architetto e accademico portoghese

## Il nome nelle arti
- Porfirio "Porfi" Patagos è un personaggio della serie animata Il lungo viaggio di Porfi.
- Don Porfirio è uno dei due protagonisti della serie animata Porfirio e Pepe dei fratelli Pagot.
- Porfirio Villarosa è una canzone scritta da Leo Chiosso ed interpretata da Fred Buscaglione.

## Curiosità
- Porfirio è il nome dato a una balena (o altro cetaceo) avvistata da Costantinopoli nel Dardanelli all'epoca di Giustiniano (VI secolo d.C.)